# Albertine Johannette von Nassau-Hadamar
Albertine Johannette von Nassau-Hadamar (* 6. Juli 1679 in Hadamar; † 24. April 1716 auf Burg Anholt) war durch Heirat Fürstin von Salm.

## Leben

### Herkunft und Familie
Albertine Johannette war die Tochter des Fürsten Moritz Heinrich von Nassau-Hadamar und dessen Gemahlin Anna Luise geb. von Manderscheid-Blankenheim.
Am 20. Juli 1700 heiratete sie in Anholt den Reichsfürsten Ludwig Otto zu Salm (1674–1738), mit dem sie die Kinder Dorothea Franziska Agnes (1702–1751, ⚭ 1719 Nikolaus Leopold zu Salm-Salm),
Elisabeth Alexandrine Felicité Charlotte Gotfried (1704–1739, ⚭ 1721 Claude Lamoral II. de Ligne (1685–1766)) und
Christine Anna Louise Oswaldine (1707–1775, ⚭ 1726 (1.) Joseph von Hessen-Rotenburg (1705–1744), ⚭ 1753 (2.) Nikolaus Leopold zu Salm-Salm, der mit ihrer Schwester Dorothea verheiratet war).
Mit der Hochzeit zogen die Eheleute in das Schloss Anholt, das Karl Theodor Otto zu Salm, Albertines Schwiegervater,  um- und ausbauen ließ. Ludwig setzte die Arbeiten seines Vaters fort, so dass 1721 eine repräsentative Barockresidenz entstanden war, die dem Rahmen eines Reichsfürsten entsprach.
Albertine, die vielseitig begabt und belesen war, sammelte theologische Werke und verfügte über einen umfangreichen Bücherbestand, der zum Teil noch heute in Anholt aufbewahrt wird.

### Streit um die Erbfolge in der Grafschaft Sayn-Hachenburg
Albertines Mutter hatte 1675 mit ihren beiden Schwestern, den Gräfinnen Franziska Eleonore (⚭ von Pöttingen) und Magdalena Christina (⚭ von Kirchberg) eine Erbvereinbarung
derart getroffen, dass nur männliche Nachkommen das Erbe übernehmen könnten. Nachdem Anna Luise 1692 verstorben war, nahmen Albertines Tanten das Territorium in Besitz.  Franz Bernhard (Nassau-Hadamar), Albertines Vormund, erhob gegen diese Maßnahme Klage beim Reichskammergericht, die jedoch ohne Erfolg blieb.
Auch Ludwig Otto, der nach der Hochzeit die Klage weiter führte, blieb in der Angelegenheit erfolglos. So fiel die Grafschaft 1714 an die Burggrafen von Kirchberg.